# Військовий жаргон

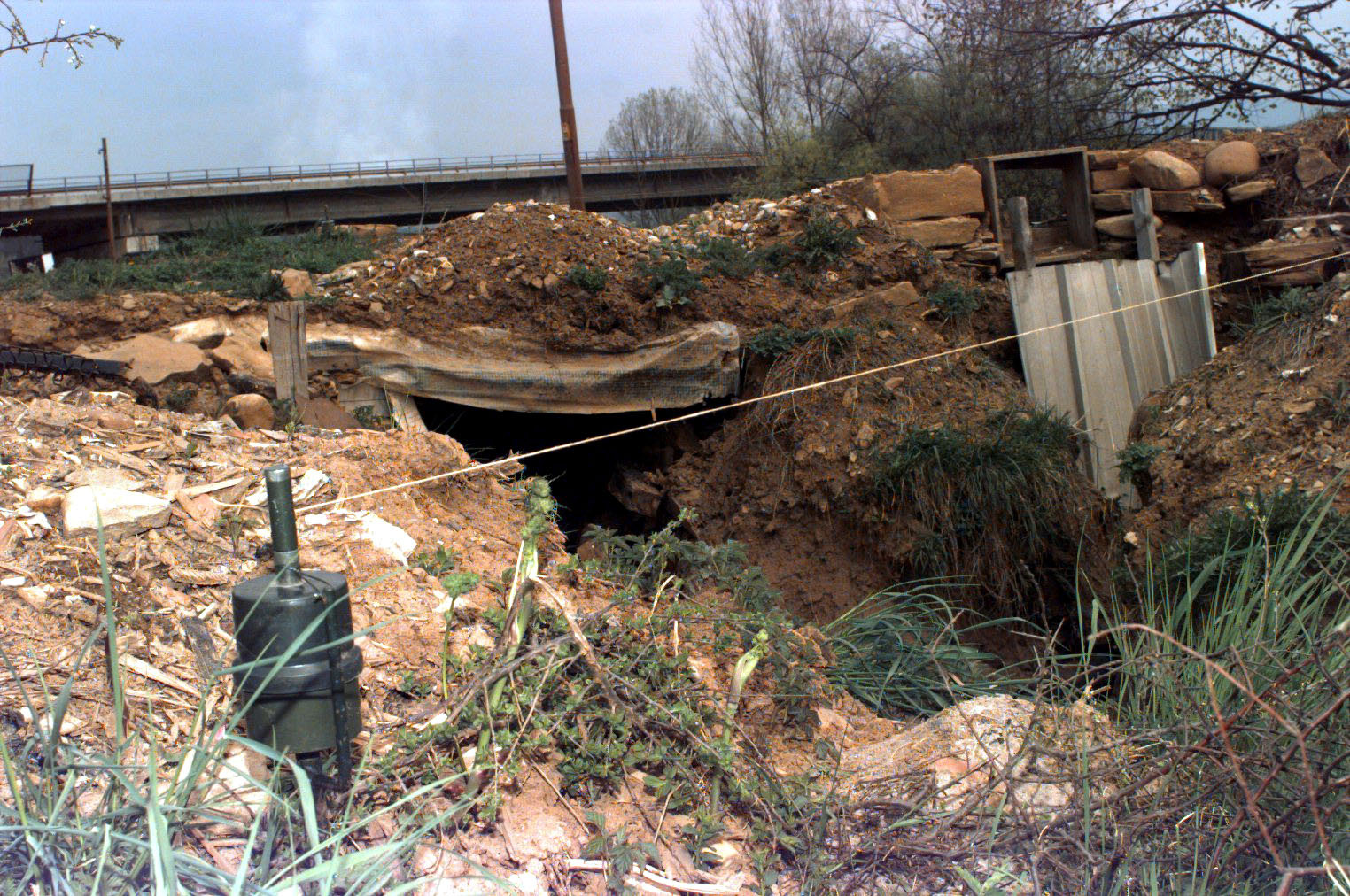
Розтяжка

Військовий жаргон, військовий сленг — професійний жаргон військовослужбовців збройних сил (ЗС) різних держав, країн. Це сукупність розмовної термінології, яка зазвичай походить із військового життя й використовується військовослужбовцями, що є унікальним явищем для ЗС будь-якого народу. У країнах НАТО часто набуває форму скорочень (абревіатура, акронім із використанням фонетичної абетки), що включає аспекти офіційних військових термінів і понять. Через це у штабах НАТО жартівливо називають англійську мову — «НАТОвська англійська». Військовий сленг часто використовується і для посилення або відображення (як правило, доброзичливого й жартівливого) суперництва між службами, підрозділами.

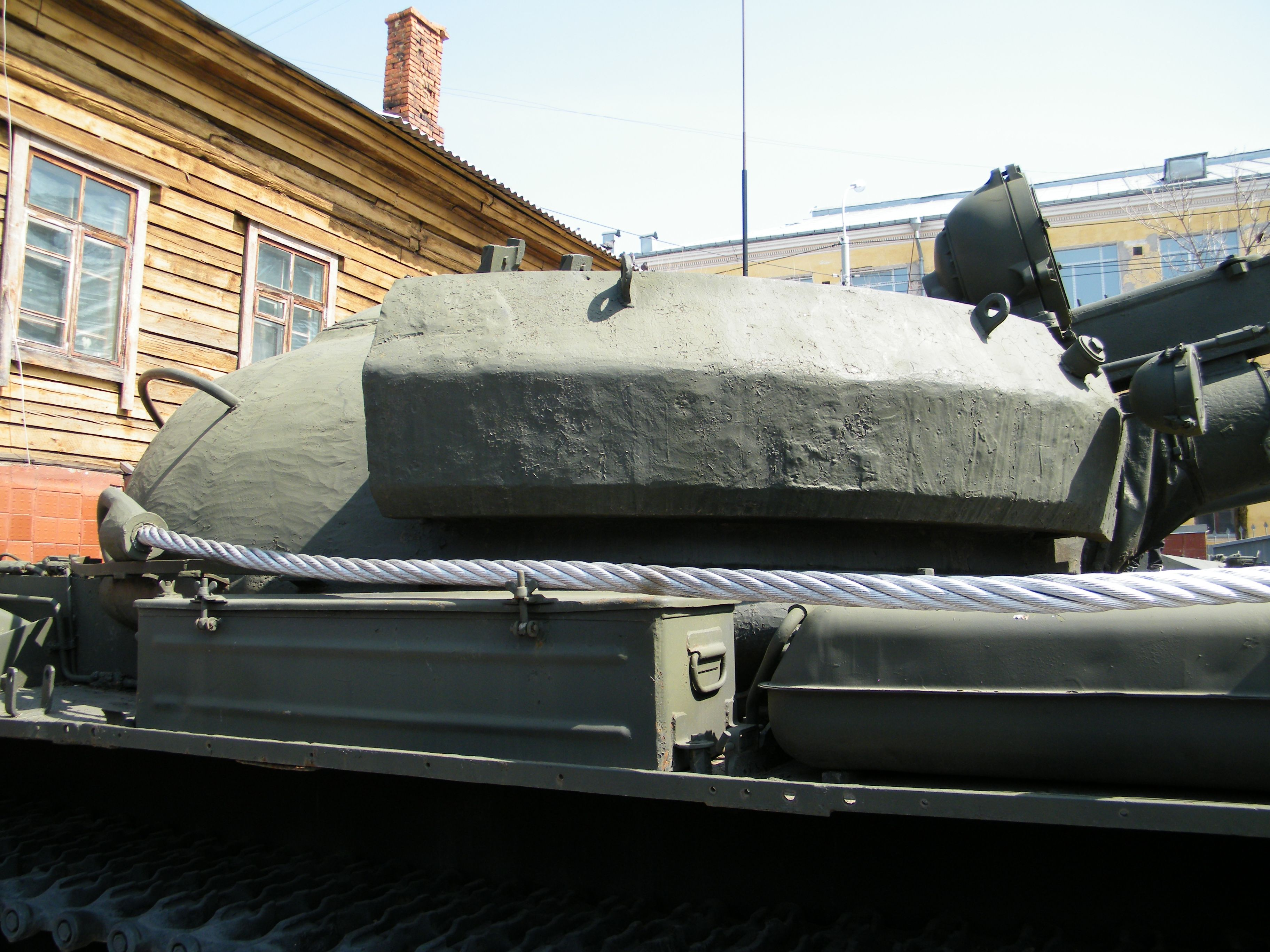
«Брова» — броньовий екран на правій стороні башти Т-62М

У військовослужбовців жаргон служить для стислості позначення предметів (виробів) і явищ армійського, авіаційного, флотського та спеціального (службового) життя, життя прикордонних й внутрішніх військ, а також для простоти спілкування у специфічній соціальній групі військових і на позначення приналежності до неї.

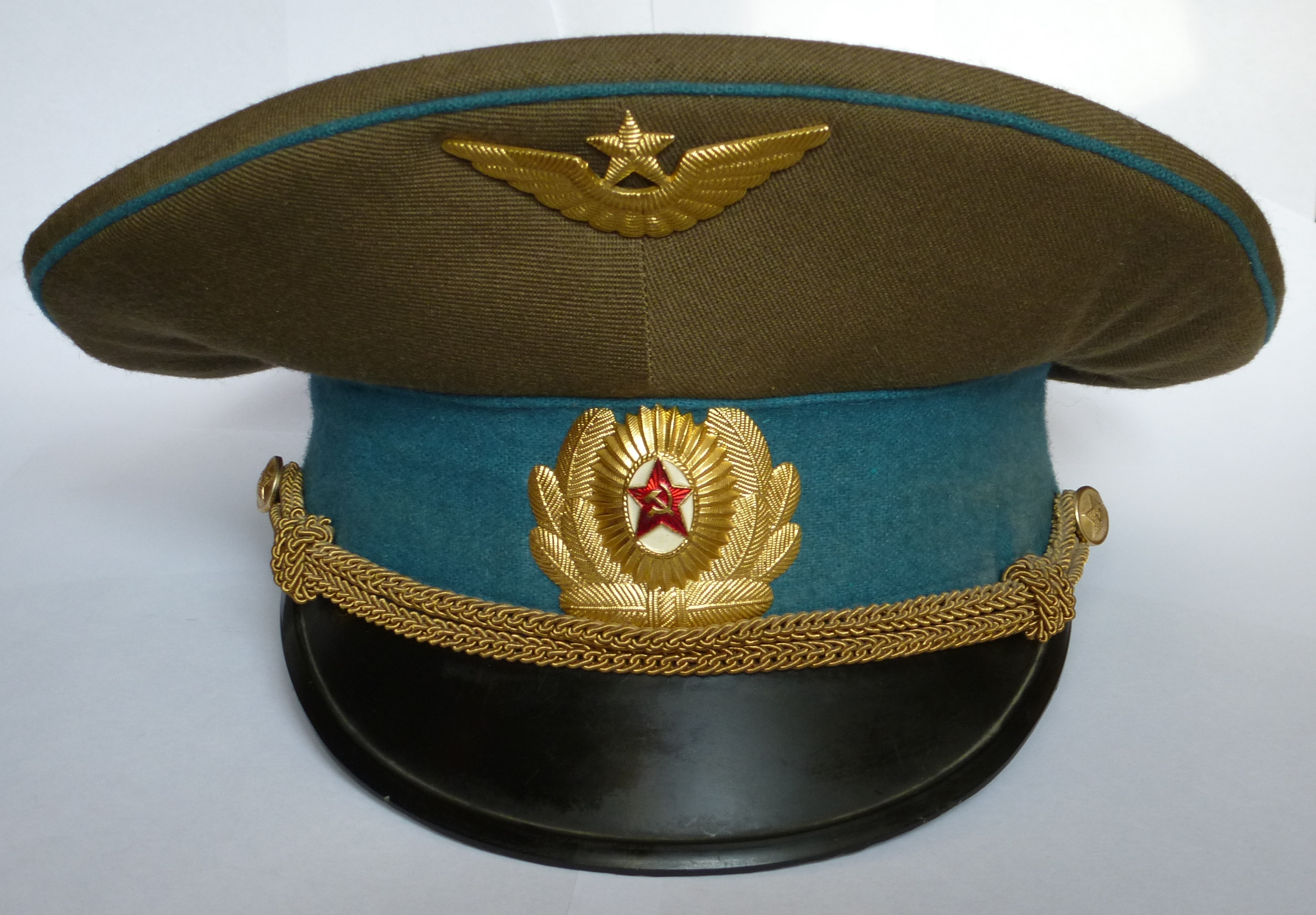
Офіцерський кашкет повсякденної уніформи в авіації та ПДВ у ЗС СРСР, 1969-1991 років,
із закріпленою нижче кокардою з емблемою;
згори — емблема «пташка».

Військовий жаргон є сукупністю неологізмів: частина утворена шляхом скорочення назв видів, типів, моделей озброєнь, військових звань, військових посад, спеціальностей, інших явищ військового побуту; частина запозичена з кримінального жаргону та побутового гумору; частина виникла підо впливом явища «дідівщини» та відображає область позастатутних стосунків між військовослужбовцями.

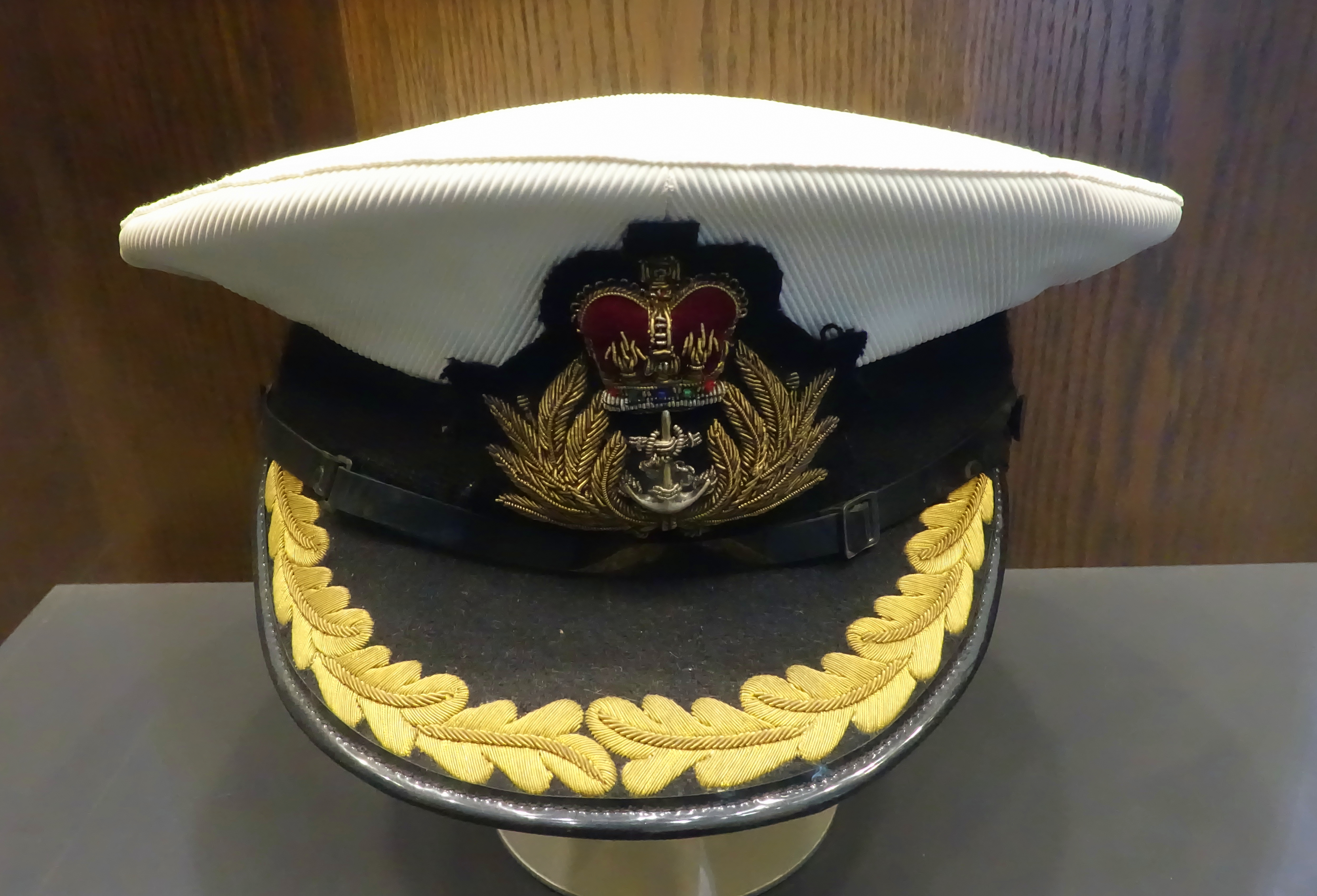
Краб — емблема і
капуста — на козирку кашкета.

Військовий жаргон може відрізнятися в різних видах (силах, родах і видах військ) збройних сил, у спецвійськах, в окремих підрозділах військовослужбовців, відповідно до спеціальності та формування, досвіду служби і тому подібне.

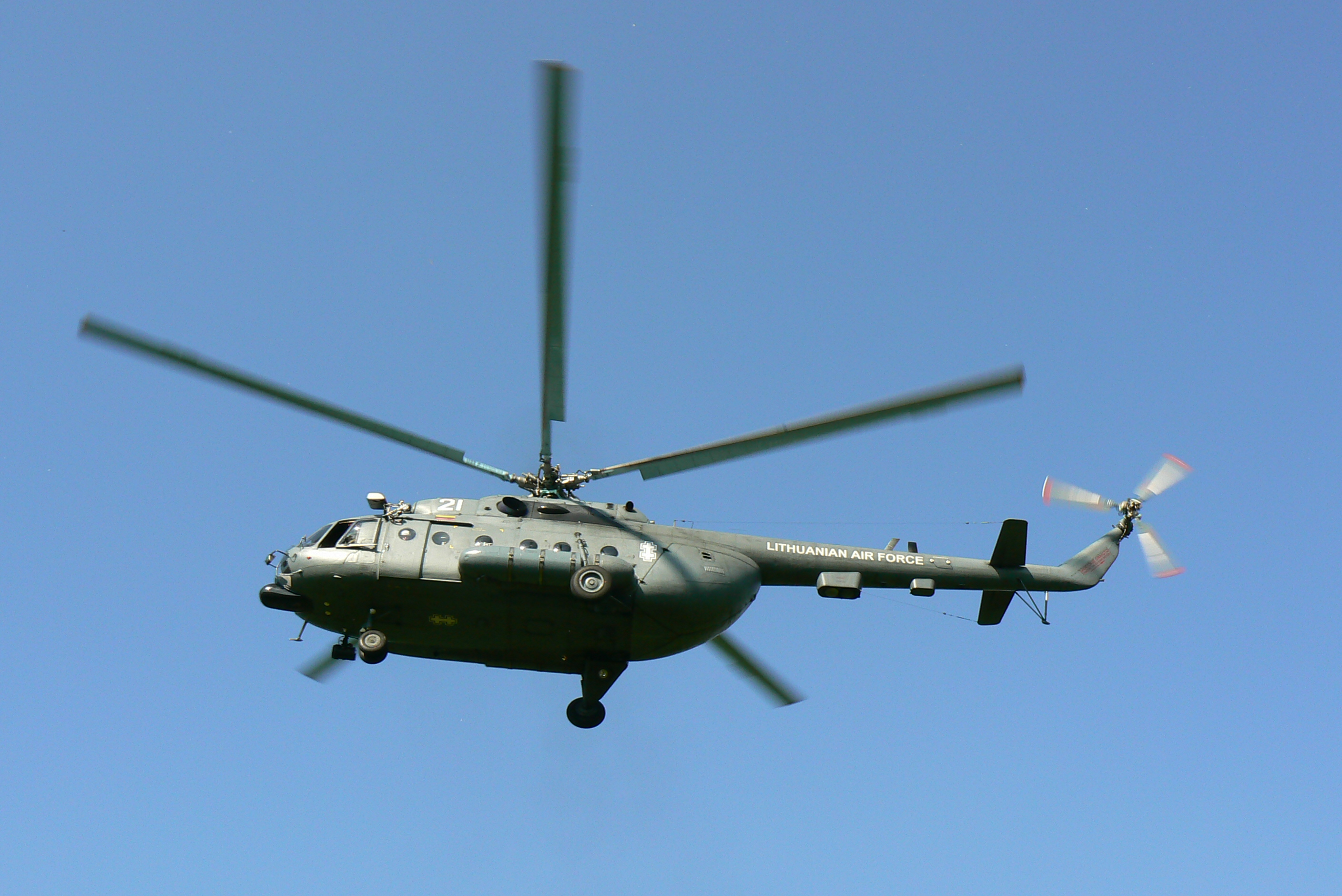
Вертушка — вертоліт (Мі-8)

## Причини виникнення
Військовий жаргон, як і будь-який інший фаховий жаргон, відображає, перш за все, свій історичний період, оскільки збройні сили є безпосереднім відображенням суспільних явищ в житті держави. 
Водночас використання військового жаргону є непрямим підтвердженням справжності «своїх» при здійсненні радіозв'язку в період військових дій.

## Вплив військового сленгу
Деякі терміни з англомовного військового жаргонізму перейшли у професійне середовище. Зокрема, широкого поширення в комп’ютерній технічній документації набув foobar, який має походження від американського акроніму 1940-х років FOOBAR (Fucked Up Beyond Any Repair or "All Recognition"), та почав застосовуватися в 1960-х в MIT.

## В масовій культурі
Термін BOHICA неодноразово згадується в серіалі Заради всього людства.
Розшифруванню FUBAR присвячено декілька епізодів у Врятувати рядового Раяна.

## Приклади військового сленгу

### В ЗСУ
| Жаргон        | Значення |
| ------------- | --- |
| Бе́ха          | Бойова машина піхоти (БМП) |
| Бека́          | Бойовий комплект |
| Бронік        | Бронежилет |
| Весло         | Снайперська гвинтівка Драгунова |
| Кала́ш         | Автомат Калашникова |
| Комок         | Камуфляжна уніформа |
| Теплик        | Тепловізор |
| Глушак        | Прилад безшумної стрільби чи глушник мобільних телефонів                                                                                    |
| Розтяжка      | Замаскована наземна міна з розтягнутим мотуззям або дротами для детонації від дотику                                                        |
| Трьохсотий    | Поранений у бою |
| Двохсотий     | Загиблий у бою |
| Аватар        | Назва зловживаючих алкогольними напоями на службі                                                                                           |
| Контрач       | Військовослужбовець на військовій службі за контрактом                                                                                      |
| Контрік       | Службовець контррозвідки |
| Парадка       | Парадно-вихідна форма одягу військовослужбовців                                                                                             |
| Посмішка      | Відмінність на українських погонах сержантського корпусу — нижньої лінії (військових звань штаб-сержанта, майстер-сержанта)                 |
| Мазепинка     | Кашкет у Збройних Силах України |
| Чипо́к         | Солдатська кав'ярня, крамничка на території в/ч                                                                                             |
| Сапог         | Позначення СПГ-9 «Спис» (станкового протитанкового гранатомету з часів СРСР)                                                                |
| Муха          | Ручний протитанковий гранатомет (РПГ-18) |
| Бурячок       | Мінометна міна 82 мм |
| Молоко        | Непопадання в мішень при стрільбі |
| Зеленка       | Зарослі з дерев, кущі, лісиста місцевість                                                                                                   |
| Бобри         | Інженерний підрозділ |
| Єноти         | Десантники |
| Нора          | Бліндаж |
| Замо́к         | Заступник командира взводу |
| Передок, нулі | Передова, перша лінія оборони (розмежування)                                                                                                |
| Губа          | Гауптвахта, місце відбування покарання |
| Буратіно      | Військові, котрі свою зарплатню прогулюють у перші ж 2 дні після отримання                                                                  |
| Пікселька     | Польова уніформа українського війська |
| Спецназ       | Словосполучення спецпризу від рос. «специальное назначение», що виникло в СРСР                                                              |
| Сучка         | Автомат Калашникова зі складаним прикладом та вкороченим стволом АКС-74У                                                                    |
| Гражданка     | 1. Невійськовий (цивільний) одяг; 2. Життя поза КПП в/ч.                                                                                    |
| Дембєль       | Військовослужбовець після оголошення офіційного наказу про демобілізацію та звільнення в запас                                              |
| Мангал        | Металеві ґрати над баштою танка в армії Росії для імовірного захисту від Джавеліну та NLAW, що виникли під час російсько-української війни. |
| Покемон       | Кулемет Калашникова модернізований ПКМ |

### Військовий жаргон в англомовних країнах
| Жаргон  | Значення                                                                 |
| ------- | ------------------------------------------------------------------------ |
| BOHICA  | Bend Over, Here It Comes Again (неприємна ситуація, якої не уникнути)    |
| FUBAR   | Fucked up beyond any recognition/all repair (все дуже погано)            |
| SNAFU   | Situation Normal: All Fucked Up (ситуація в нормі: все погано)           |
| SUSFU   | Situation Unchanged: Still Fucked Up (ситуація не змінилася: все погано) |
| Фреґінґ | В армії США вбивство непопулярних командирів під час військового бою.    |

### Військовий жаргон в інших арміях
| Жаргон                                     | Значення |
| ------------------------------------------ | --- |
| Морожене м'ясо (нім. Gefrierfleischorden). | Медаль Третього Рейху за участь на фронті зимою 1941—1942 років у жахливих умовах бойових дій, за страждання німецьких солдатів на фронті взимку |

### Військовий жаргон в армії колишньогоСРСР
| Жаргон              | Значення |
| ------------------- | --- |
| Прапор              | Прапорщик |
| Піджак              | Атестований на військову службу після закінчення цивільного навчального закладу |
| Сампо́               | Самостійна підготовка військовослужбовців за розкладом дня та графіком на місяць та рік |
| Самовар             | *також сталінський самовар. Військовослужбовець, що втратив кінцівки у ході виконання бойових задач, інвалід. |
| Сапог               | Атестований на військовій службі після закінчення військового навчального закладу |
| Слони, салаги       | Військовослужбовці строкової служби (від дати прийняття присяги до 6 місяців служби) |
| Буратіно            | Військові, котрі свою зарплатню прогулюють у перші ж 2 дні після отримання |
| Афганка             | Уніформа миротворчого контингенту СРСР в Афганістані (літнього й зимнього зразка) |
| Гладилка            | Невелика дерев'яна дощечка з ручкою (або без) для формування на краях матраців на ліжку кантика — прямого кута. |
| Кантик              | Край матраца на ліжку, відбитий і відпрасований двома дерев'яними гладилками до прямого кута. У більш загальному значенні, кантиком називають будь-яку лінію, для якої при наведенні порядку можна застосувати критерій чіткості (кантик при голінні шиї, тобто чітка лінія розділу волосся голови і чисто поголеної шиї), прямокутності (кантик на снігових заметах, коли снігові замети на території в/ч вирівнюються під кутом в 90°) або прямоти (виставлення меблів або майна «по ниточці»). |
| Сопля               | Смужка на погонах для звання єфрейтора, старшого солдата і т. ін. |
| Дембєльський акорд  | Обсяг разових робіт, що виконується військовослужбовцями строкової служби за наказом командирів (в останні 1-2 місяці перед звільненням у запас, умови виконання якого неформально пов'язані з датою їх майбутнього звільнення й мотивуються цим |
| Дембєльський альбом | Військовослужбовці строкової служби особливим чином оформлюють альбом зі світлинами, текстовими документами, рукописним текстом та іншим про службу в мемуаристичному стилі. Готується в період, близький до демобілізації з лав ЗС |